# زبان گامیت
زبان گامیت یکی از زبان‌های هندوآریایی از خانودهٔ زبان‌های بهیل است که در سورات در گجرات هند گویشورانی دارد. گامیت زبان مادری کاست گامیت‌ها می‌باشد. 